# Vendramin
I Vendramin furono una famiglia del patriziato veneziano.

## Storia

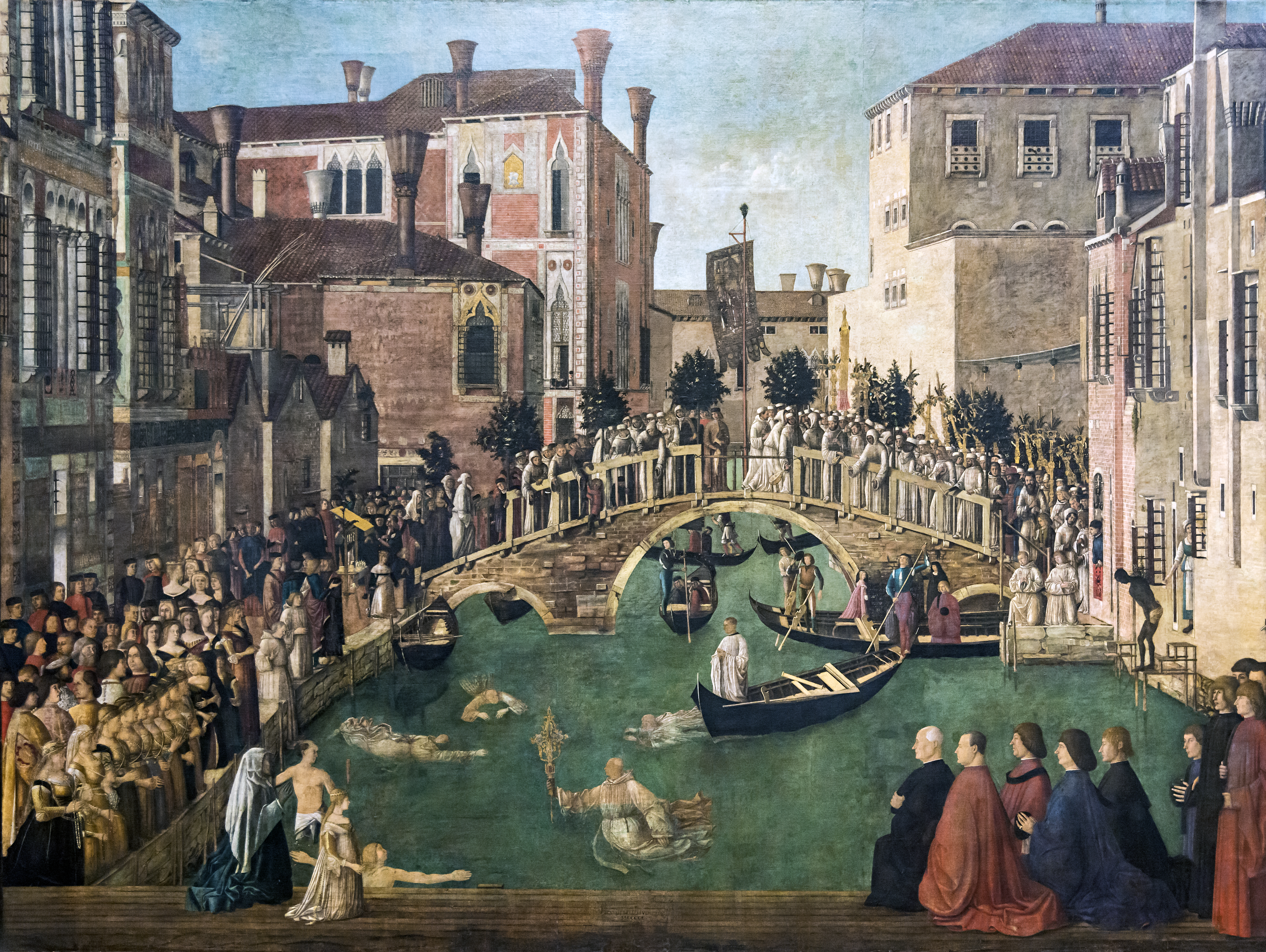
Gentile Bellini, Miracolo della Croce caduta nel canale di San Lorenzo; Andrea Vendramin è raffigurato in basso al centro, mentre "veleggia" nel canale con la reliquia.

Le leggende la credono un'antica famiglia (originaria di Udine, Aquileia o dell'Illiria) esclusa dal patriziato dopo la serrata del Maggior Consiglio. In realtà si tratta di una casata "nuova" che deve la propria fortuna ad Andrea Vendramin, vissuto nella seconda metà del XIV secolo. Di origine friulana, fece fortuna grazie al commercio di derrate alimentari e, entrato nel ceto cittadinesco, fu nominato guardian grande della Scuola Grande di San Giovanni Evangelista; in questa veste, fu protagonista del miracolo della Croce, caduta nel canale di San Lorenzo durante una processione nel 1370 e che si lasciò recuperare solo dal Vendramin (l'episodio fu immortalato in un celebre dipinto di Gentile Bellini per la stessa Scuola Grande).
Il 4 settembre 1381, grazie al finanziamento di uomini e galee da impegnare nella guerra di Chioggia, il Vendramin e la sua famiglia entrarono nella nobiltà veneziana, assieme ad altre ventinove casate di estrazione popolare.
Al tempo della caduta della Serenissima, questa famiglia contava quattro diversi rami.
Tra il 1817 e il 1818, tre differenti Sovrane Risoluzioni, emanate dal governo di Vienna, riconobbero alcuni rami di questo casato come membri dell'aristocrazia imperiale.

### Vendramin Calergi
Un importante ramo della famiglia Vendramin fu quello che assunse nel XVIII secolo, per via ereditaria, il cognome e i titoli dell'antica famiglia patrizia dei Calergi. Ai Vendramin Calergi, tuttora esistenti, appartengono alcune splendide ville venete e un palazzo nobiliare sul Canal Grande.
Anch'essi furono confermati nobili con Sovrana Risoluzione del 16 dicembre 1817 ed innalzati a conti dell'Impero d'Austria il 24 dicembre 1818.

## Membri illustri
- Andrea Vendramin (1393 - 1478), doge di Venezia
- Francesco Vendramin (1555-1619), cardinale e patriarca di Venezia
- Francesco Vendramin (1751-1818), bailo a Costantinopoli

## Luoghi e architetture
- Ca' Vendramin Calergi, a Cannaregio;
- Villa Grimani Vendramin Calergi Valmarana, a Noventa Padovana;
- Villa Morosini Vendramin Calergi, a Fiesso Umbertiano.